# Elección de gobernador regional de Arica y Parinacota de 2021
La elección de gobernador regional de Arica y Parinacota de 2021 realizada el 15 y 16 de mayo de 2021, así como en todo Chile, para elegir a los responsables de la administración a nivel regional. Debido a que ninguno de los candidatos logró el 40 % de los votos, se realizó una segunda vuelta el 13 de junio de 2021.

## Sistema electoral
El gobernador regional es elegido por sufragio universal, en un sistema de segunda vuelta. El margen para resultar electo en la primera ronda de votación es un 40% de los votos válidamente emitidos. Si ninguna candidatura logra el 40% de los votos válidamente emitidos, hay una segunda vuelta entre las dos más votadas.
Dura cuatro años en el ejercicio de sus funciones y puede ser reelegido como máximo en una ocasión.

## Resultados

### Primera vuelta
Con 100 % de los votos escrutados.
|  | 31,50 % |

|  | 27,41 % |

|  | 26,75 % |

|  | 9,56 % |

|  | 4,78 % |

|  | 95,21 % |

|  | 2,54 % |

|  | 2,25 % |

|  | 100 % |

|  | 36,78 % |

### Segunda vuelta
|  | 42,34 % |

|  | 57,66 % |

|  | 98,28 % |

|  | 1,38 % |

|  | 0,33 % |

|  | 100 % |

|  | 18,78 % |